# Yuki Nakashima
Yuki Nakashima (født 16. juni 1984) er en japansk fodboldspiller, som spiller for den japanske fodboldklub FC Machida Zelvia.